# Bosquerola emmascarada d'Altamira
La bosquerola emmascarada d'Altamira (Geothlypis flavovelata) és un ocell de la família dels parúlids (Parulidae).

## Hàbitat i distribució
Habita aiguamolls de Mèxic oriental, al sud del Tamaulipas, est de San Luis de Potosí i nord de Veracruz.